# Агия Триада (дем Фестос)
Агия Триада е минойски археологически обект в дем Фестос на остров Крит, Гърция.
Намира се в южното подножие на планината Ида, на 2,1 km северозападно от Фестос, вторият по големина праисторически дворец на о-в Крит.
Обектът, градче с висок статус или царска вила, дава едни от най-забележителните находки на минойската цивилизация – саркофагът от Агия Триада, вазата с жътварите и др.